# 四苯基氟硼酸𬬹
四苯基氟硼酸𬬹是一种化合物，化学式为(C6H5)4AsBF4。它是无色晶体，空间群I4。它可由四氟硼酸二苯基碘和三苯基胂反应得到；它也能在五苯基砷和四氟硼酸重氮苯的反应中生成。